# Jasmine Moore
Jasmine Moore (Detroit, 1 de mayo de 2001) es una deportista estadounidense que compite en atletismo.
Participó en dos Juegos Olímpicos de Verano, en los años 2020 y 2024, obteniendo dos medallas de bronce en París 2024, en las pruebas de triple salto y salto de longitud.

## Palmarés internacional
| Juegos Olímpicos | Juegos Olímpicos        | Juegos Olímpicos  | Juegos Olímpicos  |
| Año              | Lugar                   | Medalla           | Prueba            |
| ---------------- | ----------------------- | ----------------- | ----------------- |
| 2024             | París (Francia)         | Medalla de bronce | Triple salto      |
| 2022             | Eugene (Estados Unidos) | Medalla de bronce | Salto de longitud |